# 突入
| ウィキペディアには「突入」という見出しの百科事典記事はありません（タイトルに「突入」を含むページの一覧/「突入」で始まるページの一覧）。 代わりにウィクショナリーのページ「突入」が役に立つかもしれません。 |